# Гор (лунный кратер)
Кратер Гор  (лат. Gore) — маленький ударный кратер в районе северного полюса на видимой стороне Луны. Название присвоено в честь ирландского астронома Джона Гора (1845—1910) и утверждено Международным астрономическим союзом в 2009 г.

## Описание кратера

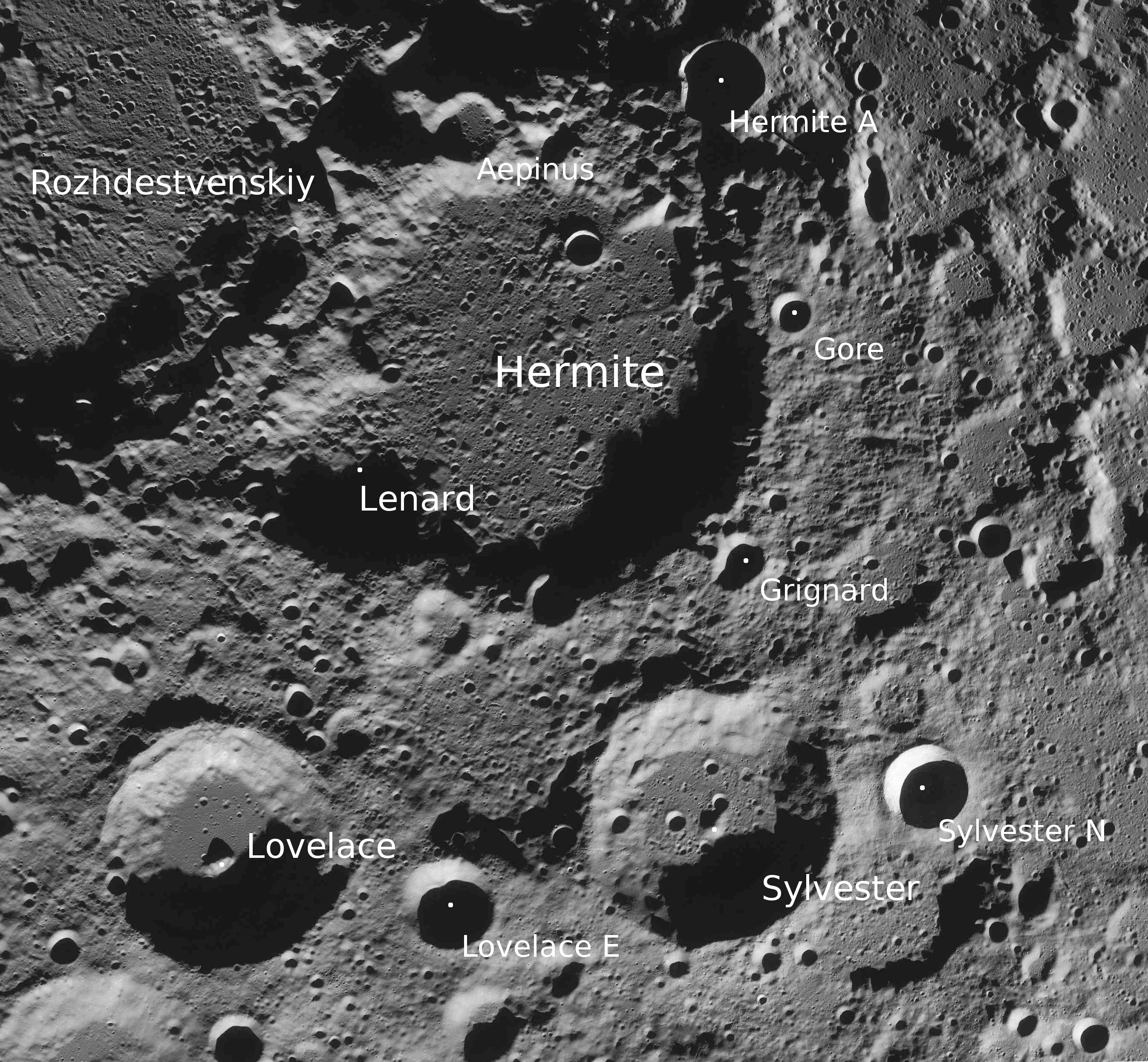
Окрестности кратера Гор. Снимок Lunar Reconnaissance Orbiter.

Ближайшими соседями кратера являются кратер Эрмит на западе, кратер Эпинус на северо-западе, кратер Хиншелвуд на севере, кратер Пири на северо-востоке, кратер Флори на востоке и кратер Гриньяр на юго-западе.
Селенографические координаты центра кратера 86°11′ с. ш. 62°19′ з. д. / 86,18° с. ш. 62,31° з. д., диаметр 9,4 км, глубина 1,6 км.
Кратер имеет циркулярную чашеобразную форму с острой кромкой вала, умеренно разрушен. Внутренний склон вала крутой, имеет высокое альбедо. Средняя высота вала кратера над окружающей местностью 350 м, объём кратера составляет приблизительно 30 км³. Из-за близости к северному полюсу дно чаши кратера практически все время находится в тени.

## Сателлитные кратеры
Отсутствуют